# Mercado de Artesanías El Parián

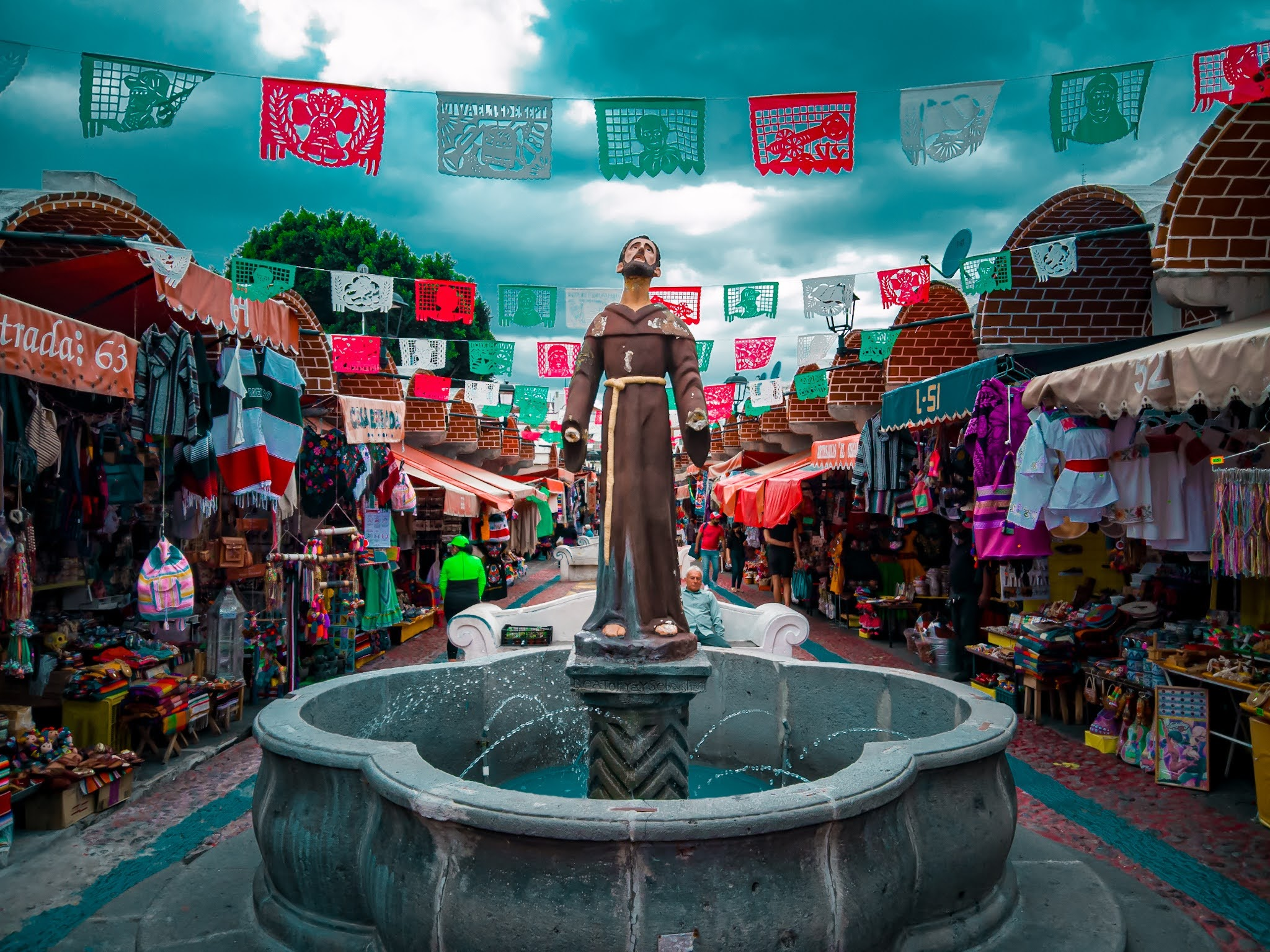
Fuente del mercado de El Parián.

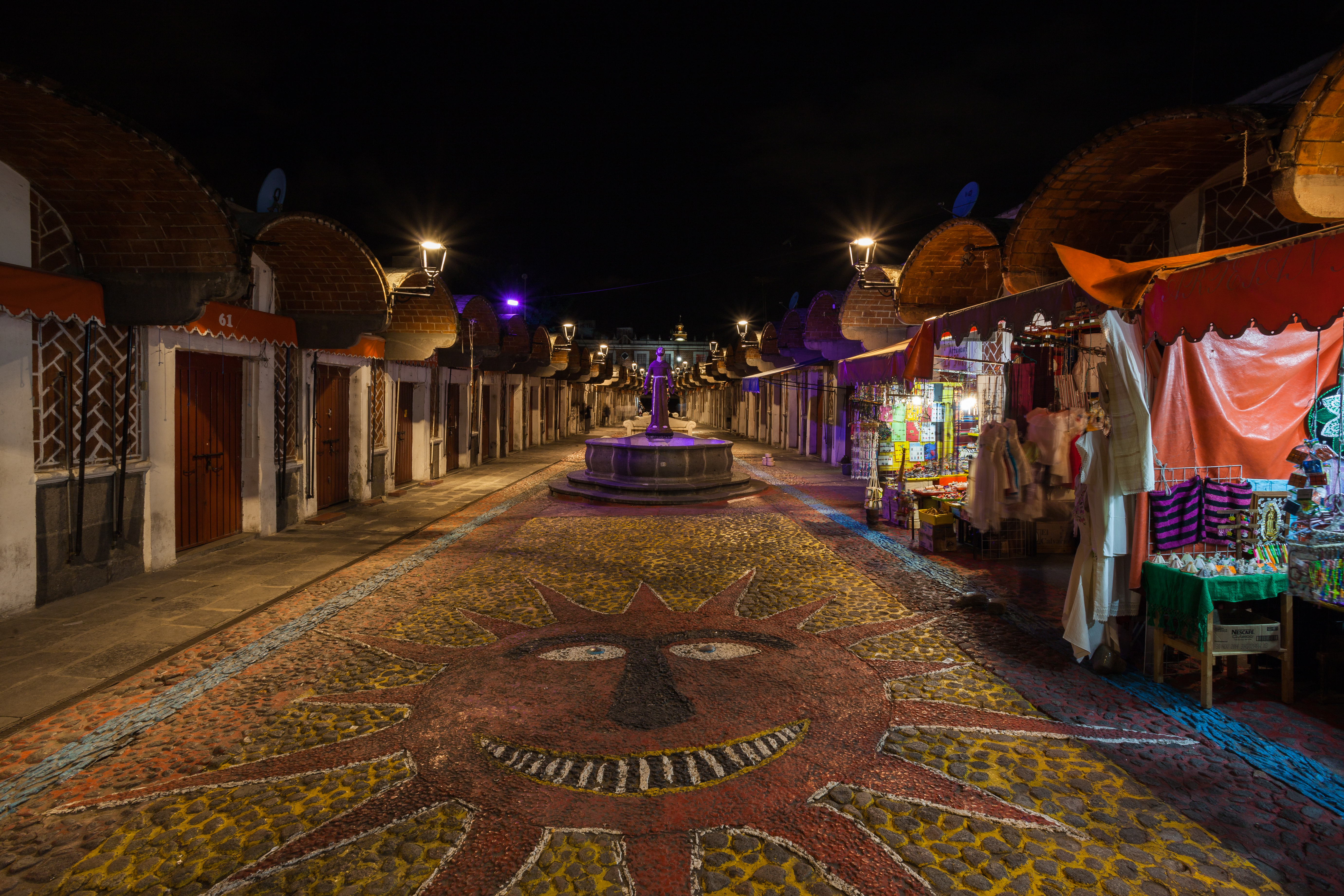
Imagen nocturna del mercado.

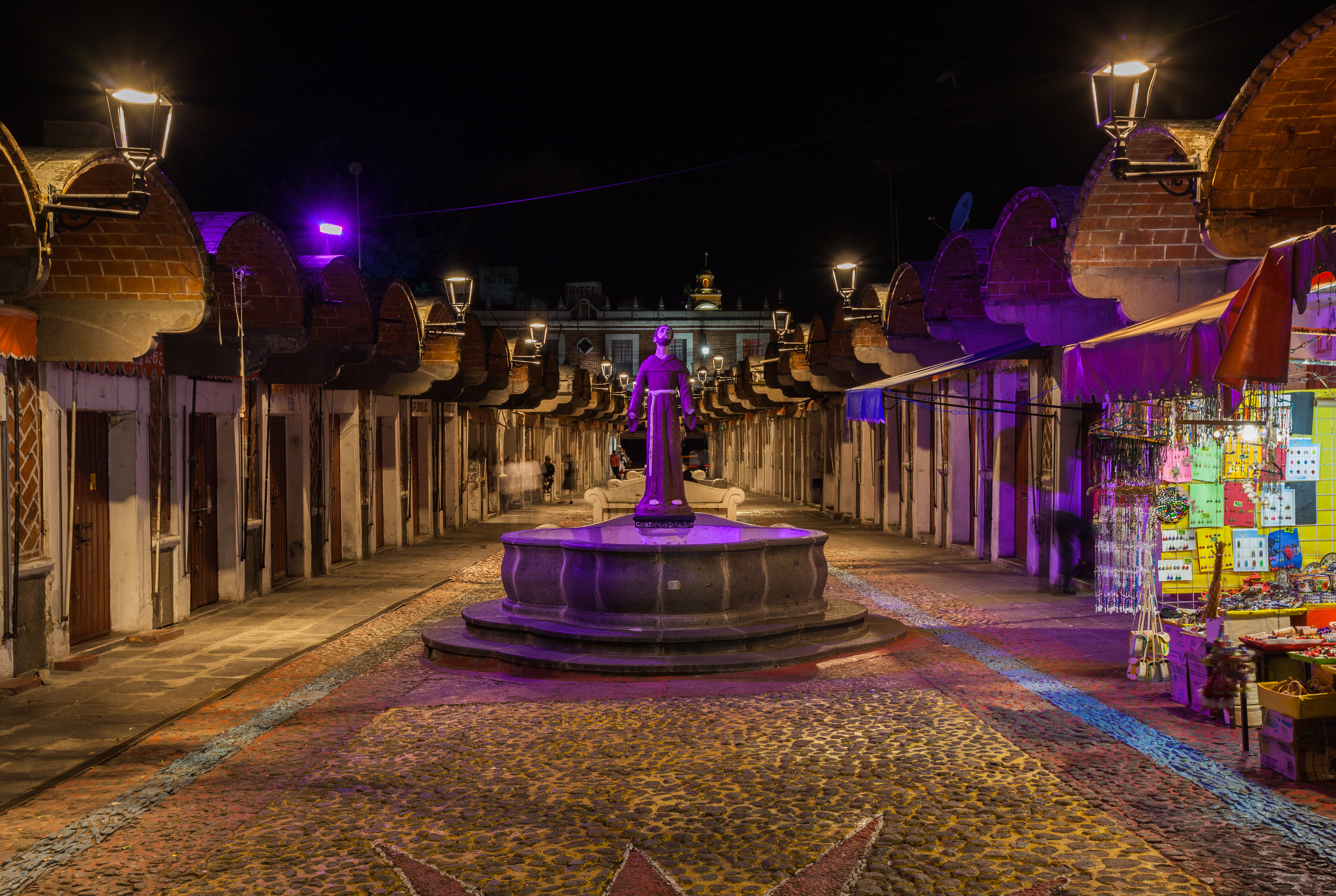
Otra vista del mercado.

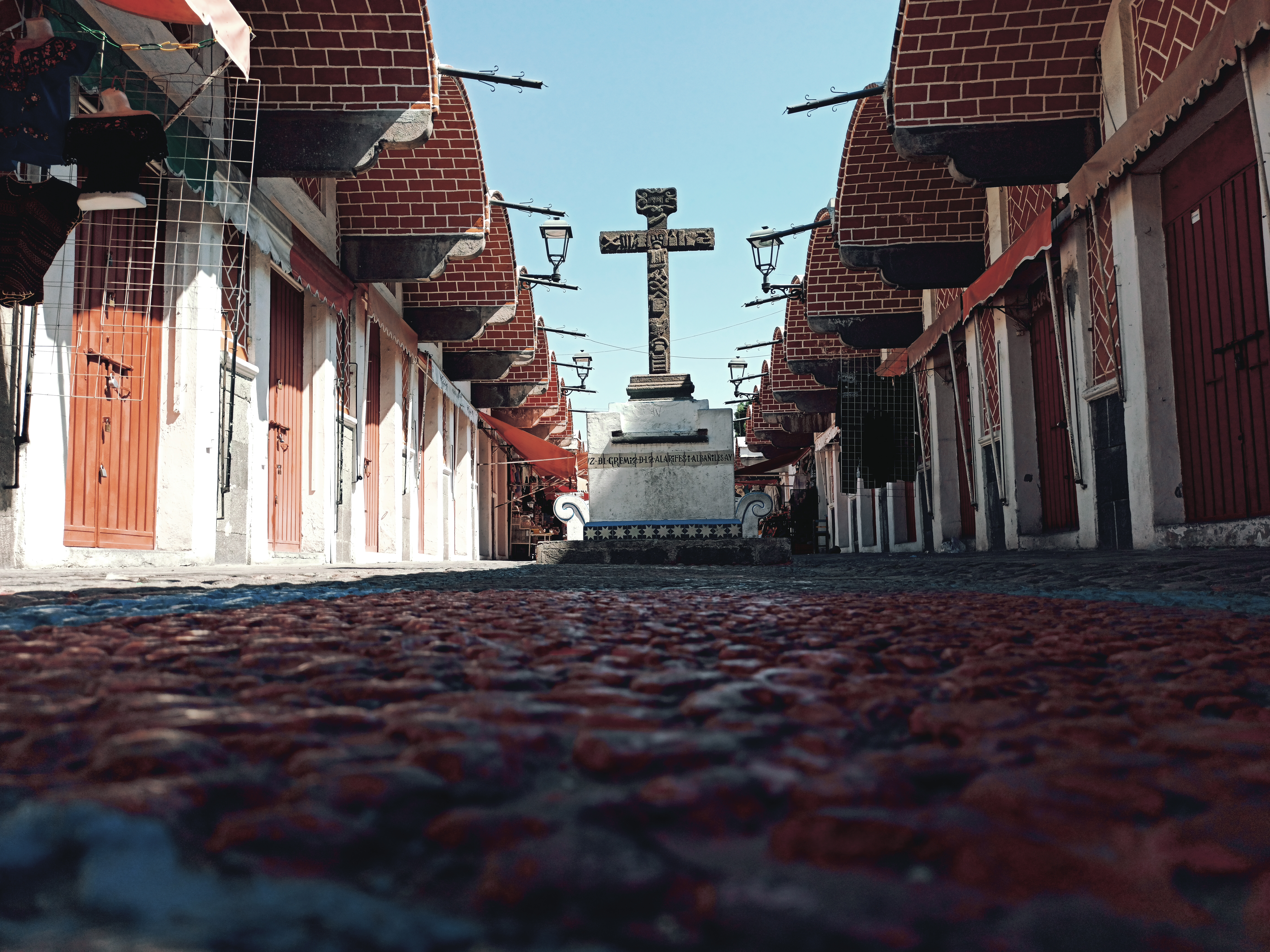
El Parián

El Parián es el mercado de artesanías más famoso de la Ciudad de Puebla. Se encuentra ubicado en el centro histórico con dirección en la 6 Norte esquina 2 oriente #205, a unas cuantas calles del Zócalo de la ciudad y es considerado el segundo destino favorito de los turistas después de la Catedral, según la Secretaria de turismo del estado de Puebla en 2012. 
Actualmente tiene 112 locales decorados con ladrillos y azulejos de Talavera y se pueden encontrar todo tipo de artesanías tradicionales de la región. Tiene un horario de lunes a domingo de 10 a. m. a 8 p. m.
Otra de las atracciones del Parián son los caricaturistas, que mediante una foto o en persona y al momento, crean una caricatura a lápiz, en distintos tamaños y a un precio bastante accesible (150 pesos o menos). En las cercanías se pueden encontrar otros servicios para complementar la visita, tales como restaurantes, en donde se pueden consumir platillos de la gastronomía poblana, como las típicas cemitas y chalupas poblanas; cafeterías como “Café Marcel” y “Café Galería Amparo”.
Algunas actividades en las que participa el mercado.- Se organiza un “corredor de ofrendas” que pasa por el mercado, además de otros puntos históricos de la ciudad de Puebla. Cabe mencionar que este mercado está entre los más visitados por los turistas, según estudios del observatorio turístico de Puebla. 

## Historia
El mercado se construyó en 1801 en la antigua Plazuela de San Roque. Se le denominó parián por ser el paso de arrieros que venían de Veracruz, Oaxaca, La Costa Chica de Guerrero y la capital de la Colonia. 
Es considerado el primer mercado artesanal de la ciudad, empezando sus actividades desde el año 1760 hasta la aparición del ferrocarril, convirtiéndose en un centro de cargamento y comercio al por menor de souvenirs, las pulcatas, y puestos de frituras típicas recibiendo el nombre de Plaza del baratillo.

## Productos

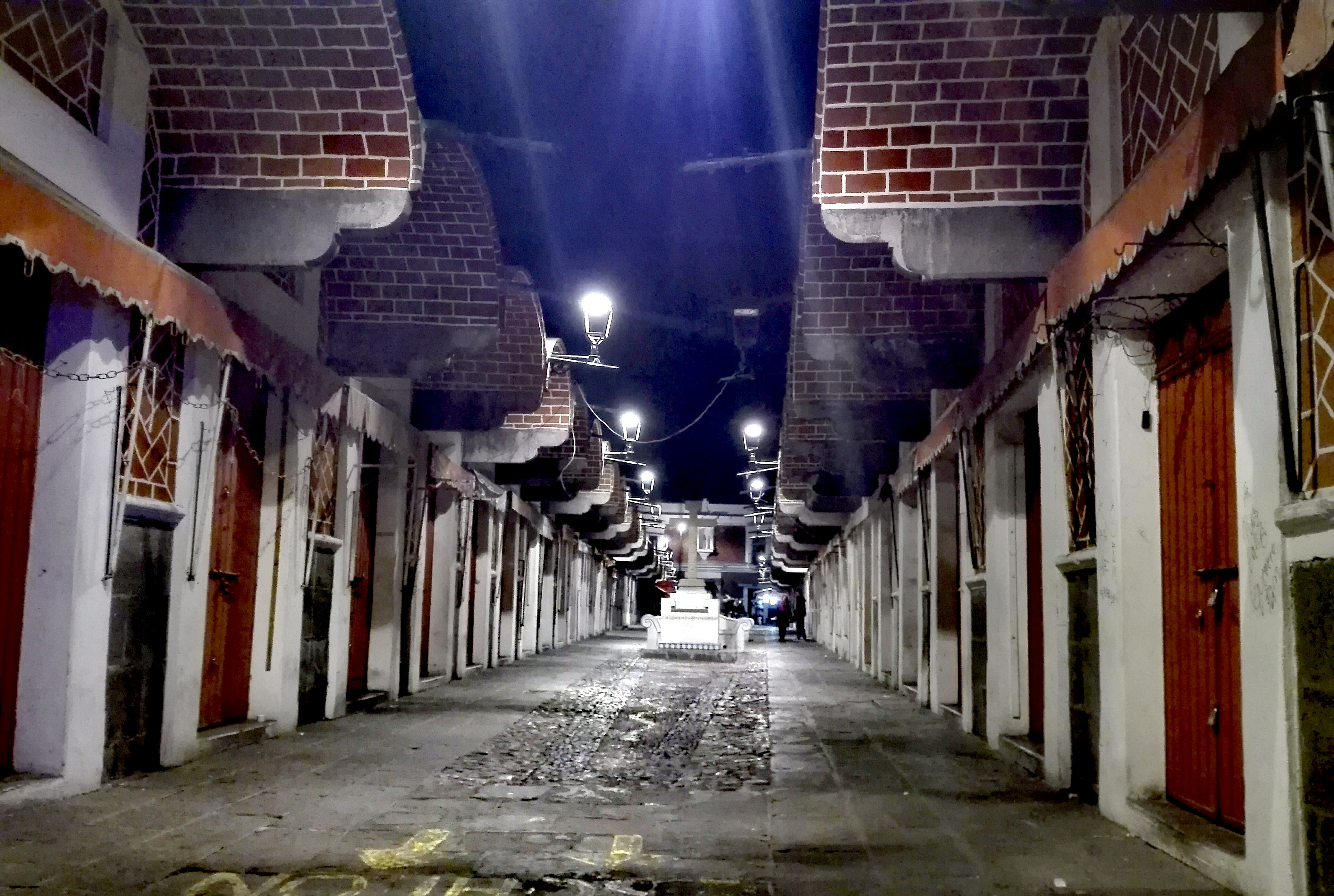
Mercado de artesanías El Parián de noche.

En el mercado se pueden encontrar diversidad de artesanías y dulces típicos  provenientes de la capital poblana, así como de las ciudades de Atlixco, Cholula y Tecali de Herrera. 

### Artesanías
Entre las artesanías que se pueden encontrar están 
- En el mercado durante las fechas patrias, se puede observar los locales llenos con trajes típicos, principalmente de China Poblana, en sus tres versiones; sencillo, medio lujo y de lujo.

El sencillo consiste en pocas lentejuelas en la parte frontal de la falda donde se dibuja un águila. El de medio lujo lleva el águila en la parte de enfrente y por la parte posterior el calendario azteca, mientras que el de lujo está completamente bordado de chaquira y lentejuela con figuras del águila y calendario azteca, así como un charro y una china poblana.
- Además de los trajes, también se pueden encontrar sombreros de charros, moños tricolor, camisas entre otros accesorios de la temporada.
- La tradicional talavera, en sus presentaciones de vajillas y productos decorativos, también con opción de comprarlos en cerámica.
- También se puede mencionar que la Talavera poblana, es conocida como símbolo de identidad y reconocida a nivel mundial. Su técnica se basa en técnicas alfareras tradicionales que datan del siglo XVI. La talavera poblana tiene la Denominación de Origen Cuatro (DO4) que la certifica como única en el mundo.
- Los productos textiles son los que tienen más variedad en el mercado, en donde destacan los  trajes regionales, vestidos y blusas bordadas para dama; así como prendas tradicionales mexicanas, por mencionar algunas, sarapes, rebozos y chales, chamarras, fajas y manteles.
- También se venden productos de cuero, que van desde portafolios hasta huaraches, pasando por bolsas, billeteras y cinturones. Se pueden encontrar artesanías de alfarería como cazuelas, jarrones, platos, ollas, tazas y floreros; así como hechas en cobre.
- Se venden productos hechos de palma de los que resultan bolsas, tapetes, carpetas y sombreros con detalles de colores llamativos. En algunos puestos se vende joyería de plata, alpaca, pavonada y de fantasía.
- También, se encuentran muñecas de cera; vidrio soplado, papel picado, papel amate de Pahuatlán, la platería de Amozoc, regiones cercanas a la ciudad de Puebla.[2]